# حرب التحالف الرابع
حرب التحالف الرابع (بالإنجليزية: War of the Fourth Coalition)‏ هو صراع عسكري دام بين عامي 1806 - 1807 في أوروبا الغربية بدأ عندما تم تشكيل تحالف أوروبي للهجوم على إمبراطورية فرنسا بواسطة روسيا، وبروسيا، وساكسونيا، وبرطانيا العظمى.
العديد من دول أعضاء التحالف الرابع كانوا قد حاربوا فرنسا من قبل في حرب التحالف الثالث (1803-1806)، في العاشر من إكتوبر عام 1806 تقدمت القوات الفرنسية ودمرت الجيش البروسي واستطاعت القوات الفرنسية دخول برلين في الخامس والعشرين من إكتوبر عام 1806، ولم تكتفي بذلك فقط، ولكن نابليون أمر قواته بالتقدم ومتابعة اللحاق بالقوات البروسية حتى وصلت القوات الفرنسية إلي أقصى شرق بروسيا والحدود الروسية، وهناك حارب الفرنسيون الروس في معارك ضارية غير حاسمة، حتى أخيرا هزم الروس في معركة فريدلند مما حدا بالروس أن يطلبوا السلام، فجاءت معاهدتي تيسليت في يونيو عام 1807 وكانت معاهدة قاسية على بروسيا حيث تضمنت أن تقوم بروسيا بتسليم جميع الأراضي الموجودة على نهر الراين الأدنى.
من خلال معاهدات تيلسيت في يوليو عام 1807، أعلنت فرنسا السلام مع روسيا التي وافقت على الدخول في النظام القاري الذي حكمته فرنسا. كانت هذه الاتفاقية ظالمة لبروسيا على وجه الخصوص إذ طلب نابليون كثيرًا من الأراضي البروسية على امتداد الراين الأدنى غرب إلبه وفي ما كان جزءًا من الدولة البولندية الليتوانية في السابق. أُلحقت هذه المكتسبات الجديدة بمملكة فستفالن الجديدة بقيادة جيروم بونابرت شقيق نابليون. أسس نابليون أيضًا دوقية وارسو بقيادة حليفه الجديد ملك ساكسونيا. في نهاية الحرب كان نابليون يسيطر على معظم الجزء الغربي والأوسط من أوروبا القارية، باستثناء إسبانيا والبرتغال والنمسا وعدد من الدول الصغيرة الأخرى.
بالرغم من نهاية التحالف الرابع، بقيت بريطانيا على حرب مع فرنسا. استؤنفت أعمال العنف على البر لاحقًا في عام 1807 عندما اجتاحت القوات الفرنسية والإسبانية البرتغال حليفة بريطانيا معلنة عن بدء حرب شبه جزيرة أيبيريا. فيما بعد تشكل تحالف خامس عندما انضمت النمسا مرة أخرى إلى الصراع عام 1809.

## أصول الحرب
تشكل التحالف الرابع (1806 – 1807) المكون من روسيا وبروسيا والسويد وساكسونيا وبريطانيا ضد فرنسا خلال أشهر من انهيار التحالف السابق. بعد انتصاره في معركة أوسترليتز وانهيار التحالف الثالث بعدها، تطلع نابليون إلى تحقيق سلام عام في أوروبا خصوصًا مع عدويه الرئيسيين روسيا وبريطانيا. في هذا الوقت، حاول عزل بروسيا عن تأثير هاتين القوتين من خلال تقديم تحالف مؤقت، وذلك في الوقت الذي سعى فيه إلى الإخلال بتأثير بروسيا بين الدول الألمانية على الصعيدين السياسي والعسكري.
بالرغم من موت وليام بيت في يناير عام 1806، بقيت بريطانيا تحت قيادة ويغ الجديدة ملتزمة بمحاولة الحد من قوة فرنسا المتنامية. أثبتت اقتراحات السلام بين البلدين باكرًا في العام الجديد عدم جدواها بسبب المشاكل العالقة التي قادت إلى انهيار السلام المفروض باتفاقية أميان. كان مصير هانوفر من النقاط الخلافية المهمة، إذ أن هذه المدينة الألمانية المستقلة المتحالفة بشكل شخصي مع الملكية البريطانية كانت واقعة تحت الاحتلال الفرنسي منذ عام 1803. أصبح النزاع حول هانوفر ذريعة حرب لكل من بريطانيا وبروسيا ضد فرنسا. جذبت هذه القضية السويد أيضًا إلى الحرب، إذ أرسلت قواتها إلى هناك كجزء من الجهود العسكرية الهادفة إلى تحرير هانوفر خلال حرب التحالف السابق. بدت الحرب قادمة لا محالة بعد أن طردت القوات الفرنسية الجيوش السويدية في أبريل عام 1806.
باستثناء بعض الاشتباكات البحرية ومعركة مايدا الهامشية في جنوب إيطاليا في يوليو عام 1806 (بالرغم من أن هذه الأحداث تعتبر جزءًا من نهاية حرب التحالف الثالث)، لم تشهد الصراعات الأساسية بين بريطانيا وفرنسا خلال حرب التحالف الرابع أي مواجهة مباشرة. إنما حدث تصعيد في الحرب الاقتصادية بين الدولتين. مع استمرار سيطرة بريطانيا على البحر، تطلع نابليون إلى كسر هذه السيطرة (بعد هزيمة بروسيا) من خلال إصداره لمرسوم برلين وبدايات النظام القاري. استجابت بريطانيا من خلال مراسيمها الملكية بعد عدة أشهر.
خلال هذا الوقت، أمضت روسيا معظم عام 1806 تتعافى من الهزائم التي لحقتها في حملة العام الماضي. أمل نابليون بتحقيق السلام مع روسيا ووُقعت اتفاقية سلام مؤقتة في يوليو عام 1806، لكنها قوبلت بالاعتراض من قبل القيصر الروسي ألكسندر الأول وبقيت الدولتان في حالة حرب. بالرغم من وجودها اسميًا كعضو في التحالف، بقيت روسيا قوة نائمة خلال معظم السنة ولم تقدم أي مساعدات تقريبًا للبروسيين في المعارك الكبرى التي حدثت في أكتوبر إذ كانت الجيوش الروسية ما تزال قيد التحرك. لم تدخل القوات الروسية بشكل كامل في الحرب إلا في أواخر عام 1806 عندما دخل نابليون إلى بولندا.
في النهاية، كانت بروسيا قد بقيت على سلام مع فرنسا في العام السابق، بالرغم من أنها اقتربت من الانضمام إلى الحلفاء في حرب التحالف الثالث. كان فيلق فرنسي بقيادة المارشال بيرنادوته قد انتهك حيادية آنسباخ في الأراضي البروسية من خلال مسيره لملاقاة النمساويين والبروسيين. تعدل غضب البروسيين نحو هذا الانتهاك بسرعة من خلال نتائج معركة أوسترليتز، ووقعوا على اتفاق للسلام المستمر مع فرنسا بعد أسبوعين من تلك المعركة في شونبرون. عُدل هذا الاتفاق إلى معاهدة رسمية بعد شهرين، وذلك بوجود شرط يتعهد بإعطاء هانوفر إلى بروسيا مقابل ضم آنسباخ إلى بافاريا حليفة فرنسا. إضافة إلى ذلك وفي الخامس عشر من مارس عام 1806 رقى نابليون صهره المارشال يواكيم مورات ليصبح دوقًا لمورات وكليفه (الممنوحة من بافاريا مقابل حصولها على آنسباخ). سبب مورات تفاقم العدائية عندما طرد البروسيين بشكل غير لائق من حصن موجود في المنطقة الجديدة التي حصل عليها، ليحصل على توبيخ صارم من نابليون. تدهورت العلاقات بين فرنسا وبروسيا بسرعة عندما اكتشفت بروسيا في النهاية أن نابليون كان قد وعد البريطانيين سرًا بإعادة حكم هانوفر إليهم، وذلك في سياق مفاوضاته الفاشلة مع بريطانيا. كانت هذه الازدواجية الفرنسية واحدة من الأسباب الأساسية التي دفعت بروسيا إلى إعلان الحرب في خريف العام ذاته.
كان تشكيل نابليون لاتحاد الراين في يوليو عام 1806 من عدد من الولايات الألمانية التي شكلت منطقة الراينلاند وأجزاء أخرى من غرب ألمانيا من الأسباب الأخرى لهذه الحرب. كان هذا الاتحاد شبيهًا بدولة تابعة للإمبراطورية الألمانية بوجود نابليون بصفة «حامي الدولة»، كان هدف تشكيل هذا الاتحاد هو أن يعمل كعازل ضد أي اعتداءات مستقبلية من النمسا أو روسيا أو بروسيا ضد فرنسا (وهي سياسة وليدة لمذهب الثورة الفرنسية المنادي بالمحافظة على الحدود الطبيعية الفرنسية). مثل تشكيل هذا الاتحاد المسمار الأخير في نعش الإمبراطورية الرومانية المقدسة المحتضرة وبالتالي نهاية آخر إمبراطور من سلالة الهابسبورغ فرانسيس الثاني الذي غير لقبه ببساطة إلى فرانسيس الأول إمبراطور النمسا. ثبت نابليون سيطرته على عدد من الولايات الصغيرة التابعة للإمبراطورية الرومانية المقدسة التي كانت قد تحالفت مع فرنسا لتصبح مدنًا أو دوقيات أو ممالك أكبر مما جعل حكم ألمانيا النمساوية وغير البروسية أكثر سهولة.
رفع نابليون أيضًا من حاكمي الولايتين الكبريين في الاتحاد، حليفتاه فورتمبيرغ وبافاريا إلى صفة ملكين. كان هذا الاتحاد تحالفًا عسكريًا قبل كل شيء؛ مقابل تقديم الحماية الفرنسية المستمرة، كان مطلوبًا من الولايات الأعضاء تزويد فرنسا بأعداد كبيرة من عناصرها العسكرية الخاصة (غالبًا ليخدموا كعناصر مساعدة في الجيش الفرنسي الكبير)، بالإضافة إلى تقديم الكثير من الموارد المطلوبة من أجل دعم الجيش الفرنسية التي كانت ما تزال تحتل جنوب وغرب ألمانيا. من المفهوم أن بروسيا كانت ناقمة على التدخل الفرنسي المستمر في الشؤون الألمانية (من دون مشاركة البروسيين أو استشارتهم حتى) ورأت هذا الأمر كتهديد. كان نابليون قد حاول مسبقًا تهدئة المخاوف البروسية من خلال التأكيد للبروسيين أنه لم يكن معاديًا لترأسهم اتحاد شمال ألمانيا، لكن الازدواجية حيال هانوفر أحبطت هذه المحاولات. من الشرارات الأخيرة التي قادت إلى الحرب نذكر الاعتقال والإعدام العرفيين للقومي الألماني يوهان فيليب بالم في أغسطس من عام 1806 بسبب نشر منشور هاجم نابليون بشدة بالإضافة إلى احتلال جيشه لألمانيا. بعد تقديم إنذار أخير إلى نابليون في الأول من أكتوبر عام 180، أعلنت بروسيا (بدعم من ساكسونيا) أخيرًا مواجهتها العسكرية مع الإمبراطور الألماني.